# 藤高智大
藤高 智大（ふじたか ともひろ、4月9日 - ）は、日本の男性声優。茨城県つくばみらい市出身。PACage所属。

## 人物
特技は殺陣を挙げている。資格は普通自動二輪車免許を持っている。
2025年3月24日、オフィスPACが法人解散するにあたり所属メンバーでPACageを設立し移籍した。

## 出演
太字はメインキャラクター。

### テレビアニメ
2014年
- ガンダム Gのレコンギスタ（2014年 - 2015年、ジャマ・デリア、ポリス）

2016年
- ルパン三世 PART IV（警官A）
- 遊戯王ARC-V（2016年 - 2017年、コモンズの男性、男性客）

2018年
- ルパン三世 PART5（男性市民、ネズミ吉三）

2019年
- ルパン三世 プリズン・オブ・ザ・パスト（バルマー三号）

2020年
- ファンタシースターオンライン2 エピソード・オラクル（ヴォイド職員）

2021年
- ゾンビランドサガ リベンジ（事務員）
- ルパン三世 PART6（2021年 - 2022年、警官A、殺し屋④、幹部A、使用人A）
- かぎなど（観客）
- サクガン（ポリスC、管制局員B）

2022年
- 転生賢者の異世界ライフ 〜第二の職業を得て、世界最強になりました〜（露店の主人、会議の参加者A）
- ユーレイデコ（評価調整官、評価調整官A）

2024年
- 夜のクラゲは泳げない（焼鳥屋店長）
- 烏は主を選ばない（下男）
- ばいばい、アース（2024年 - 2025年、行商人、観客、貴族、人形） - 2シリーズ
- トリリオンゲーム（株主）

2025年
- 異修羅（旧王国兵）
- 謎解きはディナーのあとで（参列者、清掃員）
- 神統記（テオゴニア）（コロル族）

### 劇場アニメ
- ルパン三世 THE FIRST（2019年、警官）
- 機動戦士ガンダム 閃光のハサウェイ（2021年、ホセ・アドルノ）
- Gのレコンギスタ III 宇宙からの遺産（2021年、ジャマ・デリア）
- 好きでも嫌いなあまのじゃく（2024年、古典の先生）

### Webアニメ
- 無限の住人-IMMORTAL-（2020年、門番、阿葉山の息子）
- 日本沈没2020（2020年、作業員D、男A）
- LUPIN ZERO（2022年、ヤクザD）

### ゲーム
- ドラゴンクエストXI 過ぎ去りし時を求めて（2017年）
- キングダム ハーツIII（2019年）
- ドラゴンクエストXI 過ぎ去りし時を求めて S[15]
- ファイナルファンタジーVII リメイク（2020年）
- ファイナルファンタジーVII リバース

### 吹き替え

#### 映画
- アート・オブ・ウォー ※Netflix版
- LIFE!（トナー社員）※ザ・シネマ新録版
- ANNIE/アニー（行列の男(1)[16]）
- ミッシング・デイ
- 007 スペクター（男2[17]）
- ヘイル、シーザー!
- ある決闘 セントヘレナの掟
- ローグ・ワン/スター・ウォーズ・ストーリー
- クロス・ウォーズ
- アンセイン 〜狂気の真実〜
- マレフィセント2[18]
- ストーリー・オブ・マイライフ/わたしの若草物語（ジョン・ブルック〈ジェームズ・ノートン〉[19]）
- スター・ウォーズ/スカイウォーカーの夜明け（D-O）
- ハドソン川の奇跡（管制官男①、ロバート・ロドリゲス）※ザ・シネマ版
- クルエラ[20]
- インヘリタンス（ウィリアム〈チェイス・クロフォード〉[21]）
- ブラックパンサー/ワカンダ・フォーエバー（男性作業員[22]）
- ガーディアンズ・オブ・ギャラクシー:VOLUME 3[23]
- トランスフォーマー/ビースト覚醒[24]

#### ドラマ
- THE KILLING/キリング（病院スタッフ、病院受付、バスケ少年 他）
- Major Crimes 〜重大犯罪課
- エージェント・オブ・シールド
- デアデビル
- SCORPION/スコーピオン
- セックス/ライフ
- ワンス・アポン・ア・タイム4（クリストフ〈スコット・マイケル・フォスター〉）
- キャシアン・アンドー（ロニ・ヤング〈ロバート・エムズ〉）
- ゲットダウン
- リバーデイル（レジー・マントル〈チャールズ・メントン（英語版））
- ロング・ロード・ホーム（英語版）
- 21サンダー（英語版）（ロナルド）
- ボクらを見る目（レイモンド・サンタナ・Jr〈マークィス・ロドリゲス〉）
- ボバ・フェット/The Book of Boba Fett
- Mr.イグレシアス（カルロス〈オスカー・ヌニェス（英語版）〉）
- ウルフ教授の科学捜査ファイル（スティーヴ〈アダム・ロング〉[25]）
- HEARTSTOPPER ハートストッパー（アジャイ先生）

#### アニメ
- アーリーマン 〜ダグと仲間のキックオフ!〜[26]
- カーズ/クロスロード（ハミルトン[27]）
- ザ・シンプソンズ（ウェイロン・スミサーズ〈2代目〉）
- ミッキーマウス!
- シュガー・ラッシュ:オンライン（マクニーリー[28]）
- ちいさなプリンセス ソフィア
- 百妖譜（手下、酒場の男、町の男、店主、父親 他）
- ヴォルトロン
- ミッキーマウスとロードレーサーズ
- LEGO スター・ウォーズ/たたかえ!レジスタンス
- LEGO スター・ウォーズ/ホリデー・スペシャル（D-O）

### シリーズ一覧
1. ↑  第1シーズン（2024年）、第2シーズン（2025年）